# Ahuva Goldstein
Ahuva Goldstein (hebr. אהובה גולדשטיין) (ur. 1923 w Polsce) – izraelska malarka.

## Życiorys
Urodziła się w rodzinie polskich Żydów, którzy w 1927 emigrowali do Mandatu Palestyny i zamieszkali w Hajfie. Studiowała rysunek i malarstwo oraz ceramikę pod kierunkiem czołowych artystów tego kraju m.in. Izraela Peladiego, Simy Slonim, Cviego Mejrowicza i Marcela Janco. Kontynuowała naukę ceramiki u Emanuele Luzattiego w Ein Hod oraz w Oranim College w Kirjat Tiwon. Tworzy posługując się techniką olejną i akwarelą, grafiki wykonuje posługując się ołówkiem.